# Induno Olona
Induno Olona – miejscowość i gmina we Włoszech, w regionie Lombardia, w prowincji Varese.
Według danych na rok 2004 gminę zamieszkuje 9810 osób, 817,5 os./km².